# Єпархія Баріс Пісідійський
Єпархія Баріс Пісідійський (лат.: Dioecesis Barena in Pisidia) — закрита кафедра православної церкви та титульний центр Католицької Церкви.

## Історія
Баріс ді Пісідія, яку можна ототожнити з Іспартою в сучасній Туреччині, є стародавнім єпископським престолом римської провінції Пісідія в цивільній єпархії Азії. Вона входила до Константинопольського патріархату і була суфраганною Антіохійської архієпархії.
Єпархія зафіксована в Notitiae Episcopatuum Константинопольського патріархату до ХІІ століття.
Є два єпископи, які з певністю можна віднести до цієї єпархії: Іраклій, який брав участь у Нікейському соборі 325 року; і Лев, який був присутній на другому Нікейському соборі (787 р.). На соборах 869 і 879 років були два єпископи Баріша, Паоло і Стефано, які також могли належати до одноіменної кафедри Дарданел.
З 1933 року Баріс ді Пісідія входить до числа титульних єпископських престолів Католицької Церкви; місце було вакантним з 10 січня 1967 року.

## Хронотаксис

### Грецькі єпископи
- Іраклій † (згадується в 325 р.)
- Лев † (згадується 787 р.)
- Павло ? † (згадується в 869 р.)
- Стефан ? † (згадується в 879 р.)

### Титулярні єпископи
Хронотаксис Баріса Еллеспонтського також міг включати деяких єпископів цієї кафедри, оскільки в цитованих джерелах ці два хронотакси не відрізняються.
- Альфред Бертрам Леверман † (24 квітня 1948 — 27 липня 1953 призначений єпископом Сент Джона)
- Жозе де Алмейда Батіста Перейра † (22 грудня 1953 — 7 листопада 1955 призначений єпископом Сет-Лагоаса)
- Антоніу Кардосу Кунья † (9 березня 1956 — 10 січня 1967 змінив єпископа Віла-Реала)

## Примітка
1. ↑   Jean Darrouzès, Notitiae episcopatuum Ecclesiae Constantinopolitanae. Texte critique, introduction et notes, Paris, 1981, indice p. 486, voce Baris, Pisidia.
2. ↑  (лат.) Mansi, Sacrorum conciliorum nova et amplissima collectio, t. VII, col. 695.
3. ↑   Destephen, Prosopographie du diocèse d'Asie, p. 443.
4. ↑  Mansi, op. cit., t. XIII, col. 149
5. ↑   Jean Darrouzès, Listes épiscopales du concile de Nicée (787), in: Revue des études byzantines, 33 (1975), p. 50. Nelle cronotassi tradizionali, a partire da Ferdinando Ughelli con la sua Italia sacra, questo vescovo è stato ritenuto vescovo di Bari nelle Puglie.
6. ↑  Mansi, op. cit., t. XVI, col. 195; e t. XVII-XVIII, col. 377.

## Зовнішні посилання
- (англ.) La sede titolare nel sito di www.catholic-hierarchy.org
- (англ.) La sede titolare nel sito di www.gcatholic.org